# Christopher Morales Williams
Christopher Morales Williams (Vaughan, 4 agosto 2004) è un velocista canadese detiene il record del mondo dei 400 metri piani indoor.

## Biografia
Williams è nato a Vaughan, in Ontario, figlio di Raul Morales e Tania Morales Williams. Il 24 febbraio 2024 ha stabilito il record del mondo dei 400 metri piani ai campionati SEC indoor.

## Record nazionali
Seniores
- 400 metri piani indoor: 44"49 ( Fayetteville, 24 febbraio 2024)

## Progressione

### 400 metri piani
| Stagione | Misura | Luogo   | Data      | Rank. Mond. |
| -------- | ------ | ------- | --------- | ----------- |
| 2023     | 45"48  | Langley | 29-7-2023 |             |
| 2022     | 46"27  | Cali    | 3-8-2022  |             |
| 2021     | 47"59  | Toronto | 24-7-2021 |             |
| 2019     | 49"14  | Guelph  | 7-6-2019  |             |

### 400 metri piani indoor
| Stagione | Misura | Luogo        | Data      | Rank. Mond. |
| -------- | ------ | ------------ | --------- | ----------- |
| 2024     | 44"49  | Fayetteville | 24-2-2024 |             |
| 2023     | 47"42  | Lubbock      | 27-1-2023 |             |
| 2022     | 48"11  | New York     | 12-3-2022 |             |

## Palmarès
| Anno | Manifestazione              | Sede     | Evento      | Risultato  | Prestazione | Note  |
| ---- | --------------------------- | -------- | ----------- | ---------- | ----------- | ----- |
| 2022 | Mondiali U20                | Cali     | 400 m piani | Semifinale | 46"27       | [ 4 ] |
| 2022 | Mondiali U20                | Cali     | 4x400 m     | Bronzo     | 3'06"05     | [ 5 ] |
| 2023 | Campionati panamericani U20 | Mayagüez | 400 m piani | Argento    | 46"34       |       |
| 2023 | Campionati panamericani U20 | Mayagüez | 4x400 m     | 4º         | 3'12"32     |       |
| 2024 | World Relays                | Nassau   | 4×400 m     | Batteria   | 3'05"02     |       |
| 2024 | Giochi olimpici             | Parigi   | 400 m piani | Semifinale | 45"25       |       |
| 2025 | Mondiali indoor             | Nanchino | 400 m piani | 5º         | 46"71       |       |

## Campionati nazionali
- 1 volta campione nazionale canadese dei 400 metri piani (2023)

2023
- Oro ai campionati canadesi (Langley), 400 m piani - 45"48